# Nord - Pas de Calais
El Nord - Pas de Calais (Nôord-Nauw van Kales en flamenc occidental) fou una antiga regió francesa, que agrupava els territoris històrics de Flandes francès i el comtat d'Artois.

## Geografia
La regió de Nord-Pas de Calais era la regió més septentrional de la França europea. Limitava al nord-est amb Bèlgica i al sud amb la regió francesa de Picardia.
Formaven la regió només dos departaments: Nord i el Pas de Calais.

## Economia
Tot i ser una regió molt industrialitzada, l'agricultura encara gaudeix d'una relativa importància, amb cultius de blat, plantes farratgeres, bleda-rave sucrera i patata. A les petites valls de l'interior predomina la ramaderia.
A la costa, hi destacava el sector pesquer, força present en ports com el de Boulogne-sur-Mer, primer port pesquer de França.
Així mateix, la regió destacava per ser una de les principals conques mineres productores de carbó de tota França.
Pel que fa a la indústria, la més antiga és la indústria tèxtil. A Lilla es produeix el 90% del lli francès; i a Tourcoing i Roubaix (departament del Nord) el 80% de la llana.  Altres indústries destacables són la siderúrgia, la metal·lúrgia, la indústria mecànica, la química i l'alimentària.

## Política
El president de la regió és el socialista Daniel Percheron, que va revalidar la seva majoria al Consell Regional de Nord-Pas de Calais a les eleccions de 2004.
L'esquerra, que ja controlava el govern d'aquest regió gràcies a la majoria relativa aconseguida l'any 1998, va guanyar les eleccions regionals del 2004 amb una àmplia majoria absoluta. La llista que encapçalava Daniel Percheron es va beneficiar de la fusió amb el Partit Comunista Francès i Els Verds a la segona volta de les eleccions. Així, la coalició progressista va aconseguir el 51,84% dels vots emesos a la segona volta i 73 dels 113 escons del Consell Regional de Nord-Pas de Calais.
La dreta, que es va presentar dividida a la primera volta de les eleccions, va presentar una candidatura unitària a la segona volta. La llista de la UMP i la Unió per a la Democràcia Francesa va ser la segona llista més votada, amb el 28,43% dels vots i 24 consellers regionals.
El Front Nacional, que va ser la segona força més votada a la primera volta de les eleccions, no va poder conservar aquesta posició a la segona volta. Tot i així, el Front Nacional va experimentar un considerable creixement respecte de les eleccions de 1998, amb un 19,73% dels vots emesos a la segona volta i 16 escons.

## Llengües
Inclou també una petita zona de parla flamenc occidental (Westhoek), als voltants de Dunkerque. Tot i no tenir-hi estatus oficial, la regió de Nord-Pas de Calais compartia el picard amb les regions franceses de la Picardia (llevat del sud de l'Oise i de l'Aisne) i amb la major part de la província belga d'Hainaut, fins a La Louvière a l'est (entre Mons i Charleroi).